# Avenue Princesse-Grace
L'avenue Princesse-Grace (monégasque : cursu Principessa Grace) est une avenue du quartier Le Larvotto à Monaco. Elle doit son nom à Grace Kelly, actrice américaine et princesse consort de Monaco.
C'est la rue la plus chère du monde d'après Engel & Völkers,,. Les propriétés qui longent l'avenue ont un coût moyen de 73 000 £ par mètre carré,.

## Histoire
La plupart des terrains du Lavrotto ont été acquis par Gildo Pastor après la Seconde Guerre mondiale. En 1966, Rainier III, prince de Monaco, autorise la construction d'immeubles de grande auteur, ce qui conduit à la construction d'immeubles résidentiels et d'hôtels de luxe dans les années 1960. Certains ont été construits dans les années 2000, dont le Grimaldi Forum Monaco inauguré en 2000.

## Galerie

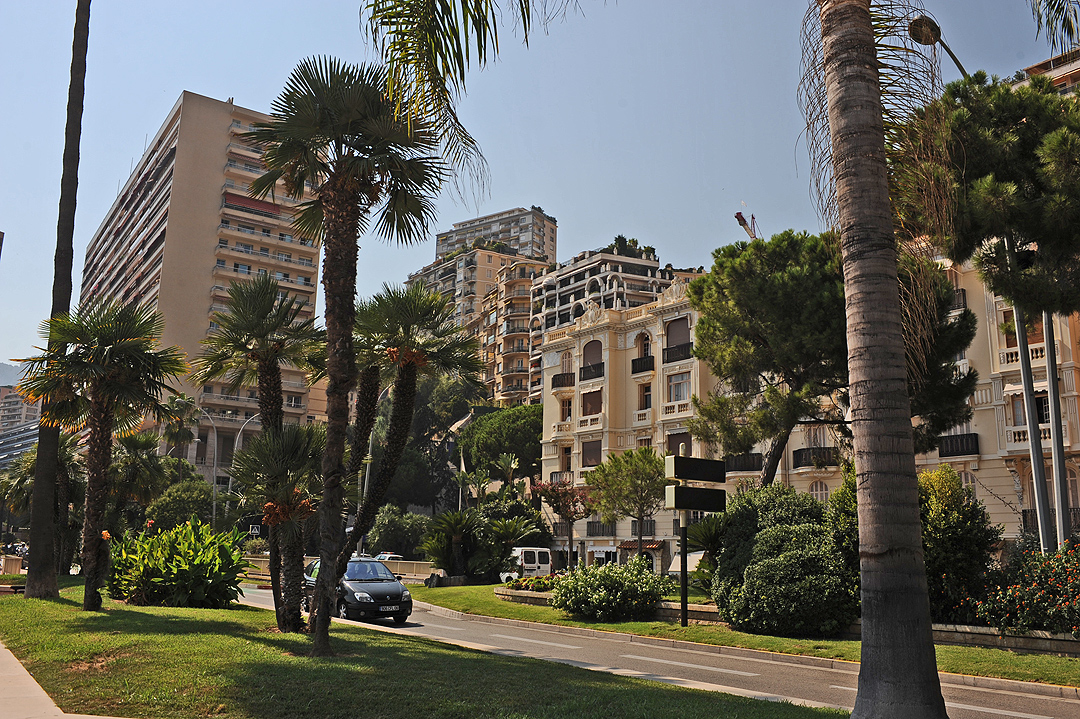
Avenue Princesse-Grace
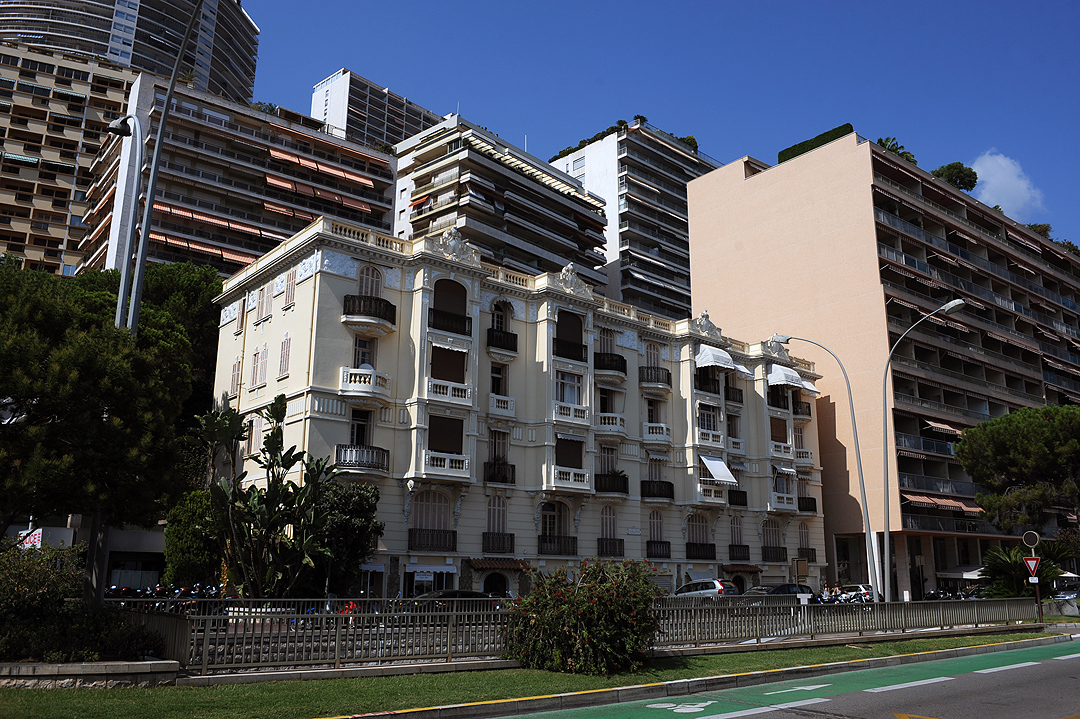
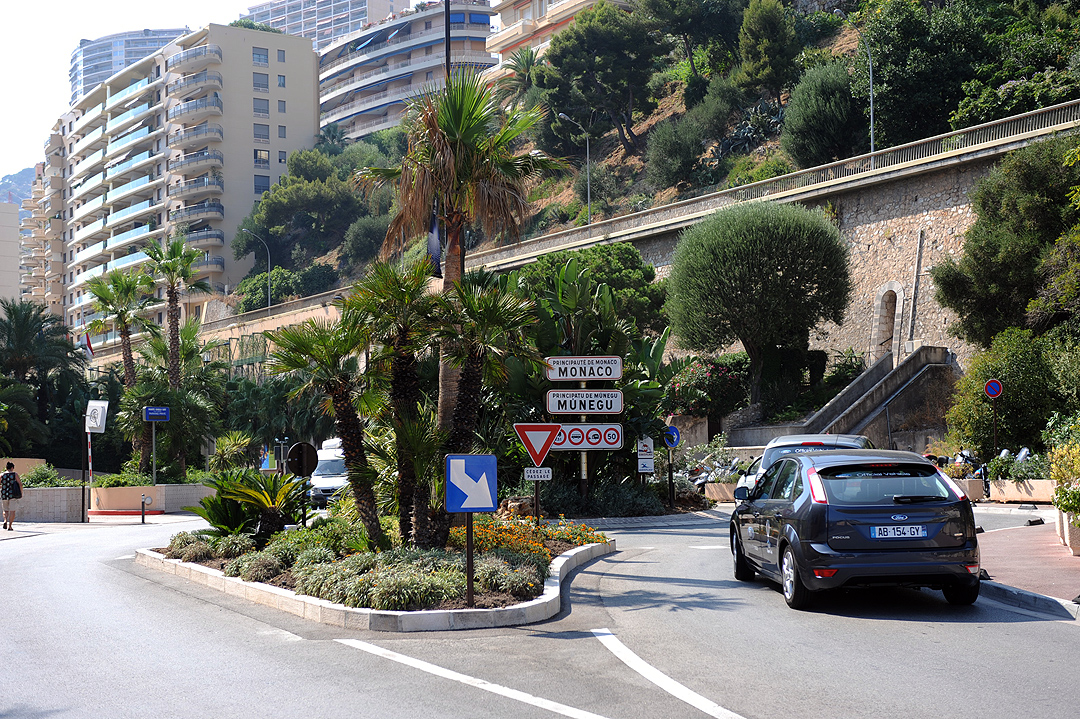
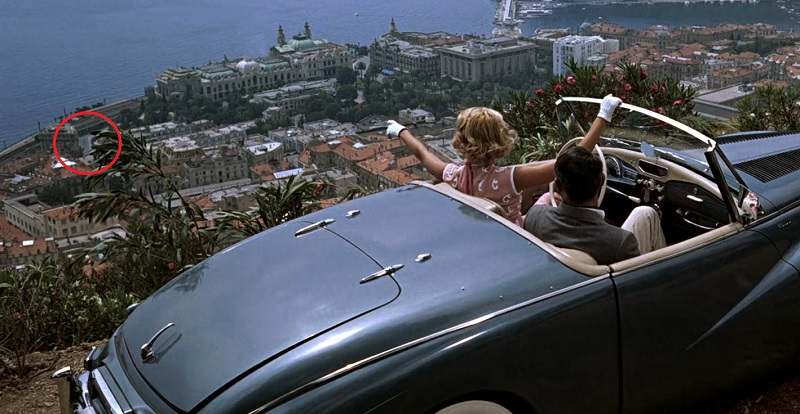
Grace Kelly dans le film La Main au collet d'Alfred Hitchcock, pointant du doigt l'avenue qui portera son nom.